# Giải thưởng Ngôi Sao Xanh 2015
Giải thưởng Ngôi Sao Xanh 2015, là Giải thưởng Ngôi Sao Xanh lần thứ 2, do Kênh truyền hình TodayTV và Tạp chí Thế giới Điện ảnh tổ chức. Đêm trao giải diễn ra vào ngày 8 tháng 1 năm 2016 tại Nhà hát Thành phố Hồ Chí Minh, có 18 giải thưởng cho 3 hạng mục Điện ảnh, Truyền hình và giải TGĐA.

## Danh sách đoạt giải

### Hạng mục điện ảnh
- Bộ phim xuất sắc nhất: Tôi thấy hoa vàng trên cỏ xanh
- Sáng tạo xuất sắc: Nguyễn Tranh – Quyên (Quay phim)
- Nam diễn viên xuất sắc nhất: B Trần – 12 chòm sao: Vẽ đường cho yêu chạy (vai Huy)
- Nữ diễn viên xuất sắc nhất: Jun Vũ – 12 chòm sao: Vẽ đường cho yêu chạy (vai My)
- Nam diễn viên được yêu thích nhất: Trần Bảo Sơn – Quyên (vai Hùng)
- Nữ diễn viên được yêu thích nhất: Gil Lê – Yêu (vai Tú)
- Gương mặt triển vọng: Thịnh Vinh – Tôi thấy hoa vàng trên cỏ xanh (vai Thiều) & Trọng Khang – Tôi thấy hoa vàng trên cỏ xanh (vai Tường)

### Hạng mục truyền hình
Phim Việt Nam
- Bộ phim xuất sắc nhất: Thời gian để yêu
- Bộ phim được yêu thích nhất: Hạnh phúc của người khác
- Nam diễn viên xuất sắc nhất: Mạnh Hưng – Hôn nhân trong ngõ hẹp (vai Công Danh)
- Nữ diễn viên xuất sắc nhất: Thúy Hà – Mưa bóng mây (vai Bích)
- Nam diễn viên được yêu thích nhất: Bình Minh – Thề không gục ngã (vai Lý Bỉnh Long)
- Nữ diễn viên được yêu thích nhất: Trương Quỳnh Anh – Thề không gục ngã (vai Huệ Mẫn), Hạnh phúc của người khác (vai Linh)
- Gương mặt triển vọng: Kiều My – Hôn nhân trong ngõ hẹp (vai Kiều Linh)

Phim nước ngoài
- Bộ phim được yêu thích nhất: Cô dâu 8 tuổi
- Nam diễn viên được yêu thích nhất: Daniel Padilla – Hãy tin em thêm lần nữa (vai Joaquin)
- Nữ diễn viên được yêu thích nhất: Kathryn Bernardo – Hãy tin em thêm lần nữa (vai Chichay)

### Gương mặt ảnh bìa ấn tượng
- Chiến thắng: Concept Mai Thủy & Ekip –  Bìa Tạp chí TGĐA